# Hopf-Algebra
Eine Hopf-Algebra – benannt nach dem Mathematiker Heinz Hopf – {\displaystyle H} über einem Körper {\displaystyle \mathbb {K} } ist eine Bialgebra {\displaystyle (H,\nabla ,\eta ,\Delta ,\epsilon )} mit einer {\displaystyle \mathbb {K} }-linearen Abbildung, der sog. „Antipode“, {\displaystyle S\colon H\to H}, so dass das folgende Diagramm kommutiert:
Formal in der Sweedler-Notation – benannt nach Moss Sweedler – geschrieben heißt das:
{\displaystyle S\left(c_{\left(1\right)}\right)c_{\left(2\right)}=c_{\left(1\right)}S\left(c_{\left(2\right)}\right)=\epsilon \left(c\right)1.}

## Faltung und Antipode
Sei {\displaystyle A} eine Algebra und {\displaystyle C} eine Koalgebra. Die {\displaystyle \mathbb {K} }-linearen Abbildungen von {\displaystyle C} nach {\displaystyle A} bilden eine Algebra mit Produkt {\displaystyle *}, genannt Faltung, definiert durch
{\displaystyle (f*g)(x):=f(x_{(1)})g(x_{(2)})}.
Das neutrale Element in dieser Algebra ist {\displaystyle \eta \circ \epsilon }, denn
{\displaystyle (f*(\eta \circ \epsilon ))(x)=f(x_{(1)})\eta (\epsilon (x_{(2)}))=f(x_{(1)}\epsilon (x_{(2)}))\eta (1)=f(x)}
und entsprechend auch
{\displaystyle ((\eta \circ \epsilon )*f)(x)=f(x)}.
Für eine Bialgebra {\displaystyle H} bilden die {\displaystyle \mathbb {K} }-linearen Abbildungen von {\displaystyle H} nach {\displaystyle H} auf diese Weise eine Algebra. Die Antipode {\displaystyle S} ist das zur identischen Abbildung inverse Element in dieser Algebra. Das heißt
{\displaystyle S*\mathrm {id} =\eta \circ \epsilon =\mathrm {id} *S}.
Es lässt sich zeigen, dass die Antipode einer Hopf-Algebra stets eindeutig ist, und gleichzeitig ein Antialgebrahomomorphismus und ein Anticoalgebrahomomorphismus ist. Mithilfe dieser Tatsache lässt sich der Wert der Antipode auf jedem Element der Hopf-Algebra ausrechnen, wenn die Werte der Antipode auf einem Algebraerzeugendensystem bekannt sind.

## Beispiele

### Gruppenalgebra
Ein Beispiel für eine Hopf-Algebra ist die Gruppenalgebra {\displaystyle \mathbb {K} G}. Sie wird durch
{\displaystyle \Delta (g):=g\otimes g} für {\displaystyle g\in G}
und
{\displaystyle \epsilon (g):=1} für {\displaystyle g\in G}
zu einer Bialgebra, die Antipode
{\displaystyle S(g):=g^{-1}} für {\displaystyle g\in G}
macht sie zu einer Hopf-Algebra.

### Universelle einhüllende Algebra
Die universelle einhüllende Algebra {\displaystyle \mathrm {U} ({\mathfrak {g}})} einer Lie-Algebra {\displaystyle {\mathfrak {g}}} ist auf natürliche Weise eine Hopfalgebra. Für ein Element {\displaystyle x\in {\mathfrak {g}}} ist das Koprodukt durch
{\displaystyle \Delta (x):=1\otimes x+x\otimes 1}
und die Koeins durch
{\displaystyle \epsilon (x):=0}
definiert. 
{\displaystyle S(x):=-x}
definiert die Antipode.

## Gruppenartige und primitive Elemente
Ein Element {\displaystyle g} einer Hopfalgebra heißt „gruppenartig“, wenn {\displaystyle \Delta (g)=g\otimes g} und {\displaystyle \epsilon (g)=1}. Für die Antipode gilt dann {\displaystyle S(g)=g^{-1}}. 
Ein Element {\displaystyle x} heißt „primitiv“, wenn {\displaystyle \Delta (x)=1\otimes x+x\otimes 1}. Daraus folgt, dass {\displaystyle \epsilon (x)=0} und {\displaystyle S(x)=-x}. 
Ein Element {\displaystyle x} heißt „schiefprimitiv“, wenn {\displaystyle \Delta (x)=g\otimes x+x\otimes h} mit gruppenähnlichen Elementen {\displaystyle g} und {\displaystyle h}. Daraus folgt, dass {\displaystyle \epsilon (x)=0} und {\displaystyle S(x)=-g^{-1}xh^{-1}}.